# Gonzalo de Berceo
Gonzalo de Berceo (kolem 1190 - před 1264) byl španělský básník, člen benediktinského řádu, spojený s klášterem San Millán de la Cogolla ve společenství La Rioja. V roce 1220 se stal jáhnem v rodné farnosti, od roku 1237 byl knězem. Předpokládá se, že předtím studoval na univerzitě v Palencii a sloužil v kurii biskupa z Calahorry.
Byl ceněn pro svou náboženskou poezii, spadající do stylu Mester de Clerecía. Jde o prvního španělského básníka, známého jménem. Psal náboženská a teologická díla. Jeho náboženská díla se dělí do dvou částí: týkající se Panny Marie – například rozsáhlá skladba Zázraky naší paní (Milagros de Nuestra Seňora), Truchlení Panny (Duelo de la Virgen) a Chválení Panny (Loores de la Virgen) – a na díla hagiografická (Vida de San Millán de la Cogolla, Vida de Santo Domingo de Silos, Vida de Santa Oria – životopisy svatých Emiliana, Dominika ze Silu a Orie), dále se dochoval zlomek skladby Mučednictví svatého Vavřince (Martirio de San Lorenzo), napsal také teologická díla O obětování mše (Del sacrificio de la misa, veršovaný přehled výkonů kněze při eucharistii) a Znamení posledního soudu (Los signos del juicio final). Mimo teologických děl napsal také rytířské romány Libro de Apolonio a Libro de Alexandre.